# Club de Deportes La Serena (femenino)
Deportes La Serena Femenino es la rama femenina del club de fútbol chileno del mismo nombre, radicado en la ciudad de La Serena, de la Región de Coquimbo. Desde el 2023 disputa la Primera B Femenina de Chile, tras descender durante la temporada 2022.
La rama femenina fue creada en 2009 para la participación del torneo de aquel año, conocido como Primera División de fútbol femenino de Chile, máxima categoría del fútbol femenino profesional en Chile, y finalizó en el decimotercer lugar.

## Estadio

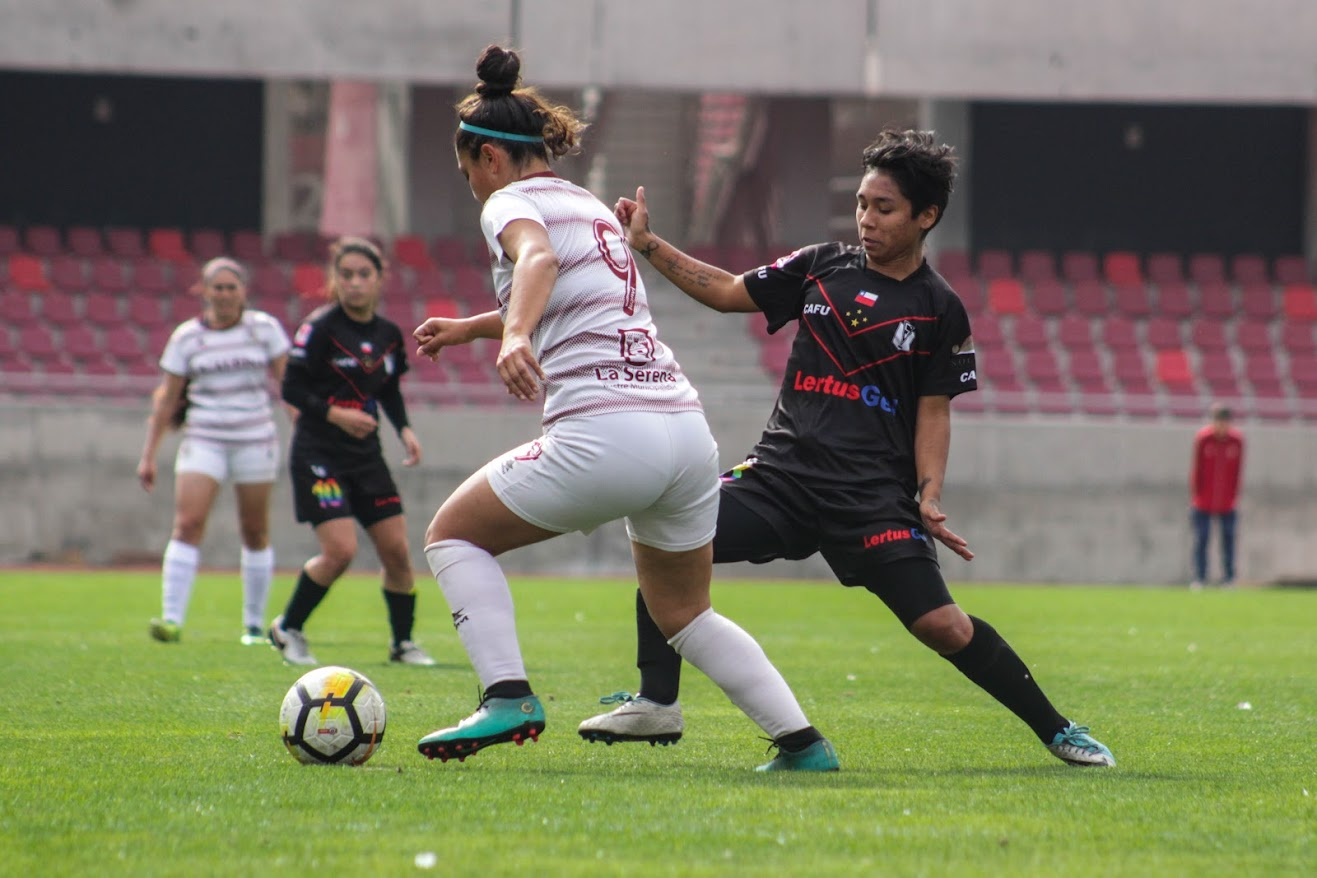
Deportes La Serena ejerciendo la localía en el Estadio La Portada, durante un partido contra Santiago Morning.

La rama femenina de Deportes La Serena juega de local en el Estadio La Portada, sin embargo, a lo largo de los años ha ocupado otros recintos para ejercer su localía, como el Complejo Los Llanos, Complejo El Milagro, Complejo Espacio Fútbol y el Complejo La Alpina.    

## Datos del club
- Temporadas en Primera División femenino: 12 (2009 - 2018; 2020 - 2022)
- Temporadas en Primera B femenina: 2 (2019; 2023-)
- Debut en Primera División femenino: Torneo 2009.
- Mejor puesto en la liga: Cuartos de final en Clausura 2014.
- Mejor puesto en Copa Chile: Tercera fase en 2009.

## Jugadoras

### Altas 2025
| Jugadora       | Posición      | Procedencia    | Tipo |
| -------------- | ------------- | -------------- | ---- |
| Catalina Marín | Defensa       | Coquimbo Unido |      |
| Valery Otárola | Mediocampista | Coquimbo Unido |      |
| Karla Paredes  | Delantera     | Coquimbo Unido |      |

### Bajas 2025
| Jugadora       | Posición      | Procedencia        | Tipo |
| -------------- | ------------- | ------------------ | ---- |
| Mayra Cáceres  | Mediocampista | Cobreloa           |      |
| Salomé Robledo | Delantera     | Santiago Wanderers |      |

## Palmarés

### Torneos nacionales
- Subcampeón Primera B (1): 2019